# Jörg Schmidt
Jörg Schmidt (Berlim, 16 de fevereiro de 1961) é um ex-canoísta de velocidade alemão na modalidade de canoagem.

## Carreira
Foi vencedor da medalha de prata em C-1 1000 m em Seul 1988.